# 本间向日葵
本間向日葵（日语： Honma Himawari */?）是日本虚拟YouTuber，由設計。常被稱作ほんひま。
所属事务所爲彩虹社。

## 簡介
Ichikara（今ANYCOLOR）旗下虚拟YouTuber企划彩虹社Nijisanji Gamers 第二批追加成員。
2018年7月開始活動，直播內容主要是遊戲實況。
她因其樂觀和充滿活力的個性而聞名，「おはござー！」是她直播開始的問候語；「おつひま！」是她結束直播的問候語
頭上的向日葵是魅力點，她燦爛的笑容和陽光般的舉止能讓觀眾充滿元氣。
喜歡的遊戲是格鬥遊戲《鐵拳》系列；喜歡的課程是料理實習和保健；不擅長的課程是國語、算數、理科、社會和地理。
她與同所屬彩虹社的多拉、葛葉、社築，組成「ド葛本社」
，「ド葛本社」被稱為一個具有家庭般氛圍的團體。

## 經歷
2018年
- 7月11日，在Youtube首次直播[6]。

2019年
- 4月25日，首次3D直播[7]。
- 6月22日，YouTube訂閱人數突破20萬[8]。

2020年
- 4月29日，YouTube訂閱人數突破40萬[9]。

2021年
- 1月13日，因直播長時間無法回老家，決定休息一陣子和回老家陪伴家人[10]。
- 2月27日，結束長達一個半月的直播休止[11]。
- 8月29日，自述因感染新冠肺炎，导致活动休止约两周，现正逐步恢复中[12]。

## 演出作品

### 遊戲
- 曉之破壞者（2020年、飾演本人[13]）
- 決鬥大師（2020年、飾演本人[14]）

### 活動
- ド葛本社のドタバタ家族旅行in京都[4]
- にじさんじ おこしやす喫茶[15]
- BILIBILI WORLD 2019広州[16]
- にじさんじ Music Festival -Powered by DMM music-[17]
- にじさんじ Kawaii cafe[18]
- NIGHT ESCAPE - 時計仕掛けのにじさんじ -[19]
- 月ノ美兔アーティスト生活向上委員会（來賓）[20]
- にじさんじJAPAN TOUR 2020 Shout in the Rainbow! 難波公演[21]
- にじさんじ Anniversary Festival 2021（2021年2月28日東京國際展示場）[22]
- V-Carnival（2021年4月3日 線上）[23]

### 電視節目
- 超人女子戦士 ガリベンガーV（來賓、朝日電視台、2019年8月15日）
- OSAKAミライフ[24]（關西電視台、2021年3月7日 - 3月26日[25]）

## 合作計畫
2020年1月，SACRA MUSIC宣布她和月之美兔加入SACRA MUSIC，並從同一天開始，她參與了由彩虹社和日本索尼音樂娛樂合作的項目 "Shinogono"
。

## 合作商品
- にじさんじ Fragrance5 香水（AbemaTV和彩虹社合作商品）[26]
- VtuberLand2019 にじさんじWEEK（讀賣樂園和彩虹社合作商品）[27]

## 音樂作品

### 参加作品
| 發售日         | 商品名                    | 唱歌者 | 歌曲                     | 備註 |
| -------------- | ------------------------- | --- | ------------------------ | ---- |
| 2019年8月9日   | Virtual to Live           | 月之美兔、静凛、樋口楓、える、剣持刀也、森中花咲、シスター・クレア、緑仙、ドーラ、本間ひまわり、鷹宮リオン、ジョー・力一 | 「Virtual to Live」      |      |
| 2019年11月4日  | Fam☆Fam☆Time!             | ド葛本社（ドーラ、葛葉、本間ひまわり、社築）                                                                             | 「Fam☆Fam☆Time!」        |      |
| 2019年11月27日 | にじさんじ Music MIX UP!! | usus（本間ひまわり、ドーラ）                                                                                             | 「Buzz!!りムーヴメント」 |      |
| 2020年3月18日  | SMASH The PAINT!!         | 本間ひまわり | 「青春モード!もう1回!!」 |      |

## 外部連結
- 本間向日葵 - 彩虹社官網介紹 （页面存档备份，存于）（日語）
- YouTube上的本间向日葵頻道（日語）
- 本间向日葵的X（前Twitter）（日語）
- 本間向日葵的Niconico動畫用戶頁 （页面存档备份，存于）（日語）